# Concept d'opération
Le Concept d'opération se traduit dans un document qui décrit 
- la manière d’utiliser les forces,
- la chronologie retenue pour atteindre les objectifs fixés, et
- la façon dont il convient de synchroniser les différents moyens et ressources mis à disposition[1].

Quand l'OTAN juge nécessaire de mener une opération ou une mission, ses autorités militaires établissent un concept d'opérations - appelé CONOPS - qui énonce les besoins à satisfaire en troupes et en matériels pour atteindre les objectifs fixés dans le cadre de l'opération ou de la mission en question.